# Rifugio Segantini in val d'Amola
Il rifugio "Giovanni Segantini" in val d'Àmola si trova a 2373 m s.l.m in alta val d'Amola, nel Gruppo della Presanella, nel territorio del comune di Giustino (TN), in val Rendena.
A ovest la valle è dominata dal monte Nero, dalla Presanella e dalla cima d'Amola, a est la vista è aperta sulle Dolomiti di Brenta.

## Storia
Il vecchio rifugio, di proprietà della SAT, fu inaugurato nel 1901 e dedicato al pittore Giovanni Segantini, di Arco (TN). Nel 1977 fu inaugurato il rifugio nuovo, a fianco del vecchio "cubo".

## Caratteristiche e informazioni
Può ospitare 50 persone. È normalmente aperto e custodito dal 20 giugno al 20 settembre. Il locale invernale si trova nel vecchio rifugio e può ospitare 8 persone.
Serve come base per la salita alla Presanella e, grazie al comodo accesso, è molto frequentato a fini escursionistici.

## Accesso
Con la carrozzabile della val Nambrone si raggiunge Mandra Larici (1911 m), da dove si prosegue a sinistra - ancora in auto su sterrato per circa un chilometro - fino al ponte che precede malga Vallina d'Amola (2000 m circa); da qui per sentiero segnalato al rifugio (dal ponte ore 1; E).

## Ascensioni principali
Cima Presanella (3558 m):
- per il passo dei Quattro Cantoni (2809 m) e la val Nardis (ore 4,30; F);
- per la bocchetta di Monte Nero (3078 m) e i "caminetti" (ore 4,30; percorso alpinistico, passaggi di II grado, alcuni tratti attrezzati, pericolo di caduta sassi; PD).

## Traversate
- Al rifugio Denza in val Stavel (2298 m) per la Bocca d'Amola (3076 m) (3,30 ore; percorso alpinistico in parte su sfasciumi e su ghiacciaio; F+).
- Al  rifugio Laghi di Cornisello (2120 m) per la Bocca dell'Om (2350 m) (ore 1,30; E).
- Al bivacco Roberti in val Nardis (2205 m) per il passo dei Quattro Cantoni (2809 m) (ore 2,30; E).

## Clemente Maffei Gueret
Nel 1949 gestore del rifugio Segantini fu Clemente Maffei Gueret (1924-1991), forte alpinista e guida di Pinzolo, autore di numerosissime scalate nei gruppi della Presanella e dell'Adamello. Nel 1956, con il lecchese Carlo Mauri, compì la prima ascensione della cima est del Monte Sarmiento, in Patagonia. Morì nel 1991 precipitando durante un'ascensione proprio in val d'Amola.
Nel 50-esimo anniversario della conquista del Sarmiento, a Pinzolo (TN), il Comitato della Targa d'argento della solidarietà alpina ha reso omaggio a Clemente Maffei e a Carlo Mauri con uno speciale riconoscimento alla memoria per la loro attività di pionieri dell'alpinismo extraeuropeo e per i soccorsi prestati in montagna.